# 坂北站
坂北站（日语：／ Sakakita eki */?）是位於日本長野縣东筑摩郡筑北村，屬於東日本旅客鐵道（JR東日本）篠之井線的鐵路車站。

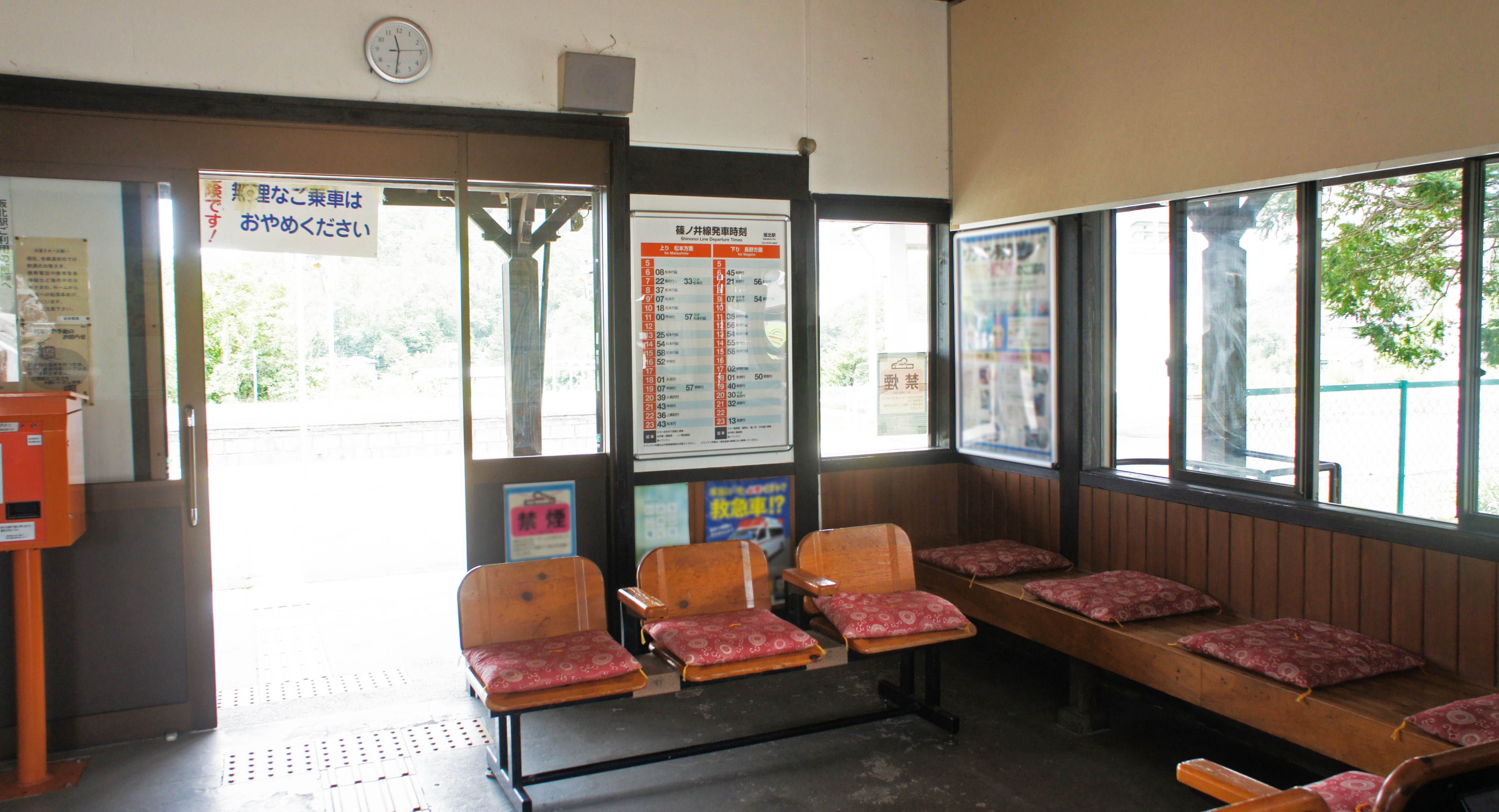
候車室內（2021年7月）

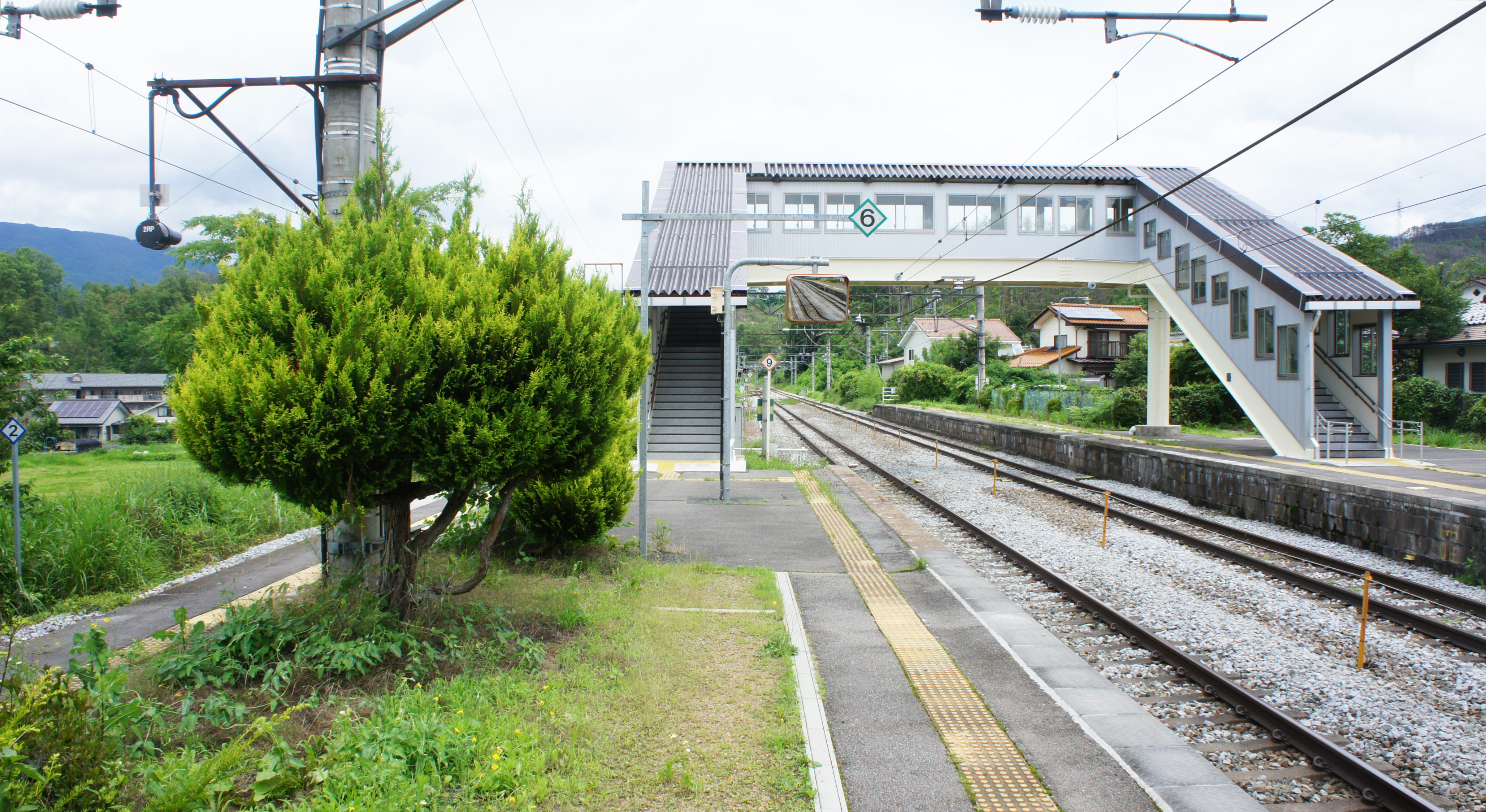
月台（2021年7月）

## 車站結構
本站為擁有1个侧式月台和1个岛式月台的地面车站，並设有自由通道和跨线天桥。

### 月台配置
| 月台 | 路線                   | 方向                   | 目的地                 |
| ---- | ---------------------- | ---------------------- | ---------------------- |
| 1    | ■篠之井線              | 上行                   | 松本、鹽尻方向         |
| 2    | ■篠之井線              | 下行                   | 篠之井、長野方向       |
| 3    | 貨物列車、回送列車使用 | 貨物列車、回送列車使用 | 貨物列車、回送列車使用 |

## 車站周邊
- 坂北小学
- 國道403號
- 坂北郵政局

## 历史
- 1927年（昭和2年）11月3日：開業。
- 1971年（昭和46年）12月10日：貨運業務停止辦理。
- 1987年（昭和62年）4月1日：國鐵分割民營化，成為東日本旅客鐵道的一個車站。

## 相鄰車站
東日本旅客鐵道
■篠之井線
□快速（下行的一部分列車通過）、■普通（包括「水篶」）
西條－坂北－聖高原